# روديون دافيلار
روديون دافيلار (بالهولندية: Rodion Davelaar)‏ (مواليد 6 أغسطس 1990) هو سبّاح هولندي، مثّل بلاده في الألعاب الأولمبية الصيفية 2008.

## روابط خارجية
روديون دافيلار على موقع الاتحاد الدولي للسباحة (الإنجليزية)
- روديون دافيلار على موقع SwimRankings.net (الإنجليزية)
- روديون دافيلار على موقع أوليمبيديا (الإنجليزية)